# Аннабелль Волліс
Аннабелль Френсіс Волліс (англ. Annabelle Frances Wallis; нар. 5 вересня 1984, Оксфорд, Англія, Велика Британія) — англійська акторка, яка відома за образом/роллю Джейн Сеймур — третьої дружини короля Генріха VIII в серіалі «Тюдори», виконанням ролі Грейс Берджесс в телепроєкті «Гострі картузи».

## Життєпис
Аннабелль Волліс народилася в Оксфорді, але виросла у Португалії, де вчилася в школі неподалік Лісабона. Її дядько — легендарний ірландський актор Річард Гарріс, двоюрідні брати Джаред також актор, а Деміан працює кінорежисером, рідний брат Френсіс пов'язаний з кіноіндустрією. Вона переїхала в Лондон, щоб вивчати акторське мистецтво.
Акторка вільно володіє англійською, португальською, французькою та іспанською.

## Кар'єра
У 2005 Волліс дебютувала в боллівудській стрічці «Як серце покаже». Того ж року зіграла в одному епізоді американського серіалу «Єрихон». У 2008 вийшов у прокат шпигунський фільм Рідлі Скотта «Тіло брехні», в якому акторка виконала другорядну роль дівчини Гені (Марк Стронг). Згодом стало відомо, що акторка замінила Аніту Брієм у третьому сезоні серіалу «Тюдори».
У фільмі 2011 року «Ми. Віримо у кохання» Аннабелль знімалась під керівництвом Мадонни. Через три роки вона виконала головну роль у стрічці жахів «Анабель». Перед тим з 2012 по 2013 Волліс грала Грейс Берджес у серіалі «Гострі картузи». У 2014 стало відомо, що Волліс буде виконувати одну із головних жіночих ролей у комедії «Брати з Ґрімзбі». У 2015 акторка була залучена в фільм-екшн «Меч помсти». На початку 2016 стало відомо, що Аннабелль отримала головну жіночу роль у фільмі «Мумія». У тому ж році за участю акторки вийшло дві стрічки: «Міна», «Знайди мене, якщо зможеш».
У фільмі Гая Річі «Король Артур: Легенда меча» в Аннабелль була роль покоївки Меггі короля Вортігерна (Джуд Лоу), яка допомагала опору.

## Особисте життя
Волліс була в розлуці із співаком Крісом Мартіном з серпня 2015 по серпень 2017 року.
У квітні 2018 року стало відомо, що вона зустрічається з американським актором Крісом Пайном.

## Фільмографія

### Кінофільми
| Рік  |   | Українська назва           | Оригінальна назва                | Роль                  |
| ---- | - | -------------------------- | -------------------------------- | --------------------- |
| 2005 | ф | Як серце покаже            | Dil Jo Bhi Kahey...              | Софі Бессон           |
| 2006 | ф | Правда, правда, брехня     | True True Lie                    | Пейдж                 |
| 2007 | ф | Сталева пастка             | Steel Trap                       | Мелані                |
| 2008 | ф | Тіло брехні                | Body of Lies                     | дівчина Хані          |
| 2009 | ф | Правостороння їзда         | Right Hand Drive                 | Рут                   |
| 2011 | ф | Ми. Віримо у кохання       | W.E.                             | Арабелла Грін         |
| 2011 | ф | Люди Ікс: Перший клас      | X-Men: First Class               | Емі                   |
| 2013 | ф | Привіт, Картер             | Hello Carter                     | Келлі                 |
| 2014 | ф | Анабель                    | Annabelle                        | Мія                   |
| 2015 | ф | Меч помсти                 | Sword of Vengeance               | Анна                  |
| 2016 | ф | Брати з Ґрімзбі            | Grimsby                          | Ліна Сміт             |
| 2016 | ф | Міна                       | Mine                             | Дженні                |
| 2016 | ф | Знайди мене, якщо зможеш   | Come and Find Me                 | Клер                  |
| 2017 | ф | Король Артур: Легенда меча | King Arthur: Legend of the Sword | Меггі                 |
| 2017 | ф | Мумія                      | The Mummy                        | Дженніфер Геслі       |
| 2018 | ф | Ти квач!                   | Tag                              | Ребекка               |
| 2020 | ф | Безшумний                  | The Silencing                    | шериф Аліса Густафсон |
| 2020 | ф | Квант часу                 | Boss Level                       | Еліс                  |
| 2021 | ф | Втілення зла               | Malignant                        | Медісон Мітчелл       |
| 2021 | ф | Тиха ніч                   | Silent Night                     | Сандра                |
| 2021 | ф | Попередження               | Warning                          | Ніна                  |
| 2024 | ф | Нічне зникнення            | Svaniti nella notte              | Єлена                 |
| 2026 | ф | Заколот                    | Mutiny                           |                       |
| 2026 | ф | Милосердя                  | Mercy                            |                       |

### Телебачення
| Рік       |    | Українська назва                 | Оригінальна назва      | Роль                                            |
| --------- | -- | -------------------------------- | ---------------------- | ----------------------------------------------- |
| 2005      | с  | Єрихон                           | Jericho                | Лізі Вей (епізод: "The Killing of Johnny Swan") |
| 2009      | тф | Місто примар                     | Ghost Town             | Серена                                          |
| 2009—2010 | с  | Тюдори                           | The Tudors             | Джейн Сеймур (5 епізодів)                       |
| 2010      | тф | Втрачене майбутнє                | The Lost Future        | Дорел                                           |
| 2011      | с  | Удар у відповідь                 | Strike Back            | Дана (2 епізоди)                                |
| 2011—2012 | с  | Пен Амерікан                     | Pan Am                 | Бріджет Пірс (4 епізоди)                        |
| 2013—2019 | с  | Гострі картузи                   | Peaky Blinders         | Грейс Берджесс (19 епізодів)                    |
| 2014      | с  | Флемінг                          | Fleming                | Мюріел Райт (2 епізоди)                         |
| 2014      | с  | Мушкетери                        | The Musketeers         | Нінон де Ларрок (епізод: "A Rebellious Woman")  |
| 2018      | мс | Зоряний шлях: Дуже короткі шляхи | Star Trek: Short Treks | Зора (епізод: "Calypso")                        |
| 2019      | с  | Найгучніший голос                | The Loudest Voice      | Лорі Лун (7 епізодів)                           |
| 2020—2024 | с  | Зоряний шлях: Дискавері          | Star Trek: Discovery   | Зора (16 епізодів)                              |

### Музичні відео
| Рік  | Назва                  | Виконавець    | Примітка                    |
| ---- | ---------------------- | ------------- | --------------------------- |
| 2014 | "Divine Love"          | Victoria+Jean |                             |
| 2016 | "Hymn for the Weekend" | Coldplay      |                             |
| 2019 | "U.n.I. (You & I)"     | Різні         | Благодійна пісня для ЮНІСЕФ |

## Нагороди і номінації
| Рік  | Нагорода                     | Категорія                                                      | Робота       | Результат |
| ---- | ---------------------------- | -------------------------------------------------------------- | ------------ | --------- |
| 2015 | MTV Movie Award              | Best Scared-As-Sh*t Performance                                | Анабель      | Номінація |
| 2018 | Альянс жінок-кіножурналісток | Найбільш кричуща різниця у віці між головним героєм і героїнею | Мумія        | Номінація |
| 2022 | BloodGuts UK Horror Awards   | Найкращий лиходій                                              | Втілення зла | Перемога  |